# Mohammad Amir Khatami
Mohammad Amir Khatami (en persan : محمدامیر خاتمی ; 1920 - 12 septembre 1975), VCO, était le commandant de l'armée de l'air Iranienne, conseiller du Shah Mohammad Reza Pahlavi et le second mari de la princesse Fatimeh Pahlavi, demi-sœur du Shah.

## Jeunesse et éducation
Khatami est né à Rasht en 1920. Son père est propriétaire d'une maison de thé, et plus tard, agent immobilier. Sa mère était une proche de l'Imam Jomeh, grande figure religieuse à Téhéran et un parent de Nasr ed Din Shah.
Après avoir été diplômé de l'American High School, à Téhéran, Khatami a ensuite assisté aux cours du lycée militaire. En 1939, il commença à étudier dans la branche aérienne de l'école militaire et obtint un diplôme de second lieutenant. Ensuite, il alla au Royaume-Uni et rejoignit les cours de formation de pilotes. Il fut diplômé du Royal Air Force College de Cranwell. Il fut également formé à la base aérienne de Fürstenfeldbruck, en Allemagne, dans les années 1950.

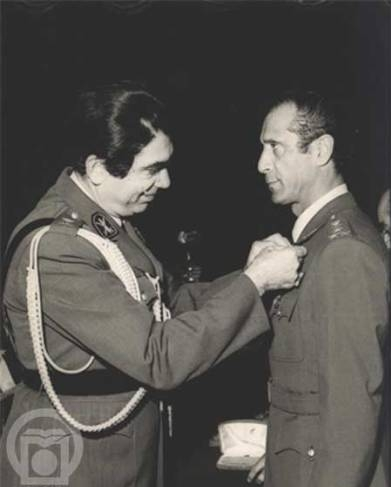
Shahpour Gholam Reza Pahlavi (à gauche) et Mohammad Khatami

## Carrière
En 1946, Khatami a été nommé pilote personnel du Shah,. Lors du coup d'état d'août 1953, le 16 août, le Shah, accompagné de sa seconde épouse Soraya Esfandiary Bakhtiari et d'Aboul Fath Atabay, fuirent l'Iran pour gagner l'Irak, puis l'Italie, dans un avion piloté par Khatami,. En 1957, Khatami est nommé chef d'état-major de l'Imperial air force,. Il succèda à Hedayat Gilanshah à ce poste à la suite de la mort de ce dernier dans un accident d'avion. Khatami servit à ce poste jusqu'à sa mort en 1975,.
En outre, il fut président du conseil d'administration des Compagnies aériennes Nationales Iraniennes et chef du conseil du Département de l'Aviation Civile. Il fut également copropriétaire d'une entreprise de construction.

## Vie personnelle
Khatami fut marié deux fois. Sa première épouse était sa cousine, avec qui il eut une fille. Elle mourut dans un accident en 1954. Puis Khatami épousa la princesse Fatimeh Pahlavi le 22 novembre 1959, la demi-sœur du Shah,. Le Shah et sa fiancée Farah Diba  assistèrent à la cérémonie de mariage.
Ils eurent deux fils, Kambiz (né en 1961) et Ramin (né en 1967), ainsi qu'une fille, Pari (né en 1962).
Un rapport déclassifié de la CIA avance que Khatami était un proche de Hossein Fardoust et de Taqi Alavikia, et qu'ils faisaient partie d'un dowreh, ou cercle d'associés. Le dowreh, ainsi que les relations familiales, furent un élément important dans le fonctionnement politique iranien sous l'ère Pahlavi. À sa mort, Khatami avait amassé sa fortune de près de 100 millions de dollars.

## Mort
Khatami meurt dans un accident de parapente, le 12 septembre 1975 à Dezful. Sa mort fut souvent considérée comme mystérieuse et le Shah y aurait été impliqué.

## Distinctions

### Nationale
- Ordre d'Homayoun, 1re  classe (Etat Impérial d'Iran).

### Étrangères
- Commandant du Royal Victorian Order [CVO] (Royaume-Uni, 2 mars 1961).
- Chevalier Grand Croix de l'Ordre du Mérite de la République fédérale d'Allemagne (République fédérale d'Allemagne, 21 octobre 1965).